# Пайарес
Пайаре́с (фр. и окс. Pailharès) — коммуна во Франции, находится в регионе Рона — Альпы. Департамент коммуны — Ардеш. Входит в состав кантона Сен-Фелисьен. Округ коммуны — Турнон-сюр-Рон.
Код INSEE коммуны — 07170.

## Население
Население коммуны на 2008 год составляло 289 человек.
| 1962 | 1968 | 1975 | 1982 | 1990 | 1999 | 2008 |
| ---- | ---- | ---- | ---- | ---- | ---- | ---- |
| 581  | 511  | 402  | 328  | 285  | 288  | 289  |

## Экономика
В 2007 году среди 177 человек в трудоспособном возрасте (15—64 лет) 116 были экономически активными, 61 — неактивными (показатель активности — 65,5 %, в 1999 году было 69,7 %). Из 116 активных работали 101 человек (65 мужчин и 36 женщин), безработных было 15 (5 мужчин и 10 женщин). Среди 61 неактивных 13 человек были учениками или студентами, 21 — пенсионерами, 27 были неактивными по другим причинам.